# Can Peret Coll
Can Peret Coll és una obra de Sant Pere de Ribes (Garraf) protegida com a Bé Cultural d'Interès Local.

## Descripció
Masia situada a xaloc del nucli de Ribes, en una parcel·la rústica entre la població i l'urbanització de Can Macià. És un edifici aïllat de planta rectangular i tres crugies. Consta de planta baixa i pis i té la coberta a dues vessants amb el carener paral·lel a la façana. S'hi accedeix per un portal d'arc de mig punt ceràmic amb brancals de pedra, que es troba centrat en el frontis. Sobre el portal hi ha una rajola on hi ha inscrit l'any "1762", que es va recuperar a la casa quan va ser restaurada. A banda i banda de la porta hi ha una finestra d'arc pla arrebossat, com ho són les tres del primer pis. A l'extrem de xaloc de la façana en surt un cos amb una finestra d'arc rebaixat ceràmic a la planta baixa i dos pòrtics d'arc de mig punt al pis. La resta d'obertures de la construcció estan disposades de forma aleatòria i són d'arc pla arrebossat. A les façanes de ponent i tramuntana hi ha adossat un cos annex d'un sol nivell d'alçat. L'acabat exterior és arrebossat i pintat de color blanc.

## Història
Segons consta en el llibre d'Apeo de l'any 1847, la masia pertanyia a Miquel Coll.